# Masud Ibn Mahmud
Masud Ibn Mahmud (pełne imię: Szihab ad-Daula Dżamal al-Milla Abu Sa'id Masud Ibn Mahmud) (ur. w 998, zm. grudzień/styczeń 1040/1041) – sułtan z dynastii Ghaznawidów, panujący w latach 1030-1040/1041.
Masud był najstarszym synem Mahmuda z Ghazny (998-1030). W roku 1015/1016 jako oficjalny następca tronu (wali ahd) został namiestnikiem Heratu, a w roku 1020 poprowadził zakończoną sukcesem wyprawę do ciągle pogańskiego Ghuru. Kiedy w roku 1029 Mahmud zaanektował emirat Bujidów obejmujący Rej i Dżibal oraz zaatakował Kakujidów z Isfahanu i Hamadanu, postawił Masuda na czele tych operacji. Niedługo przed swoją śmiercią Mahmud podzielił imperium pomiędzy Masuda i jego młodszego brata, Muhammada (1030, 1041). Muhammad miał otrzymać Chorasan, Ghaznę (dzis. Ghazni) i prowincje indyjskie, zaś Masud niedawno zdobyte prowincje na zachodzie wraz z tytułem sułtana. Tuż przed swoją śmiercią ojciec Masuda powierzył jednak całe imperium Muhammadowi. Kiedy zatem Mahmud zmarł w kwietniu 1030 roku Muhammad został osadzony na tronie w Ghaznie. Posiadający większe doświadczenie wojskowe i popularny w armii oraz niektórych kręgach dworskich Masud nie uznał tego faktu. Wywołał bunt w wojskach chorasańskich i pomaszerował na Ghaznę, przy czym wkrótce większość oddziałów i stronników Muhammada przeszła na jego stronę. W październiku 1030 roku Muhammad został zdjęty z tronu i osadzony w twierdzy Mandisz w regionie Ghur, zaś Masud natychmiast uzyskał potwierdzenie swojej władzy od kalifa.

Nowy sułtan przystąpił do rozprawy ze zwolennikami poprzedniego reżimu. Dawny wezyr Mahmuda i Muhammada, Hasanak, został oskarżony o przynależność do karmatów i stracony w roku 1032. W tym samym roku zmarł także wtrącony do więzienia brat Mahmuda, Jusuf, który popierał Muhammada. Jednocześnie Masud uwolnił z więzienia w Kalańdźarze innego wezyra swojego ojca, Ahmada Ibn Hasana Majmandiego, i powołał go z powrotem na to stanowisko. W roku 1031 Masud z sukcesem interweniował w spór o sukcesję w zależnym od Ghazny Makranie. W tym samym roku stracił jednak wiele ze swojej popularności, próbując odebrać wojsku i urzędnikom jako niesłusznie otrzymane dary przyznane przez jego brata Muhammada. Majmandi zmarł w grudniu 1032 roku i jego następcą został służący poprzednio przy chorezmszachu Altuntaszu Ahmad Ibn Abd as-Samad, który pozostał wezyrem Masuda do końca jego panowania.

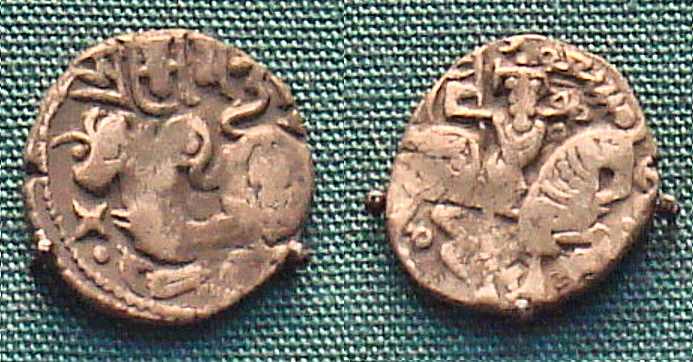
Moneta Masuda z jego imieniem w alfabecie arabskim

W Indiach w roku 1032/1033 Masud zorganizował rajdy na Kaszmir, lecz jego późniejsza polityka w tym regionie została zdominowana przez konieczność stłumienia powstania dowódcy jego miejscowych wojsk, Ahmada Inaltigina. Jego bunt wybuchł w roku 1033 i pokonał on pierwszą ekspedycję wysłaną przeciwko niemu przez Masuda. Później jednak ghaznawidzka armia dowodzona przez Indusa Tilaka pokonała Inaltigina w kilku starciach i zginął on w roku 1035. Stłumienie rebelii pozwoliło Masudowi na przedsięwzięcie zwycięskiej wyprawy przeciwko Hansi (w dzisiejszym stanie Hariana) i pozostawienie swojego syna Madżduda jako namiestnika Pendżabu.
Koncentracja na Indiach oznaczała, że Masud nie mógł poświęcić wystarczającej uwagi zachodniej części państwa, gdzie sytuacja stawała się coraz bardziej niepokojąca. Jeszcze pod koniec panowania Mahmuda część migrujących Turkmenów znalazła się w granicach ghaznawidzkiego państwa. Próbowano ich wciągnąć do służby wojskowej, byli oni jednak niezdyscyplinowani i część z nich napadała nieustannie na Chorasan. W celu ich poskromienia skazano na śmierć ich pięćdziesięciu wodzów, co jednak wcale Turkmenów nie uspokoiło, a tylko wzbudziło chęć zemsty. Na początku swojego panowania Masud próbował obalić władzę swojego namiestnika w Chorezmie, chorezmszaha Altuntasza, za pomocą sterowanego z Ghazny zamachu stanu, ten jednak dowiedział się o snutej przeciwko niemu intrydze i udaremnił ją. Sułtanowi udało się jakoś załagodzić sytuację, niemniej stosunki pomiędzy nim a Altuntaszem pozostały napięte. W roku 1032 wybuchła wojna pomiędzy Masudem a panującym w Bucharze i Samarkandzie Karachanidą Alitiginem. Dowodzący ghaznawidzkimi wojskami Altuntasz stoczył z Alitiginem zaciętą, nierozstrzygniętą bitwę pod Dabusi pomiędzy Bucharą i Samarkandą. W wyniku odniesionych w niej ran Altuntasz zmarł, jednak w nocy po bitwie jego kadchuda Ahmad Ibn as-Samad zawarł z Alitiginem rozejm i wycofał się z terytorium nieprzyjaciela zanim ten dowiedział się o śmierci chorezmszacha.
Namiestnikiem Chorezmu został teraz syn Altuntasza, Harun. Jednak i on wkrótce skłócił się z Masudem, co było spowodowane m.in. śmiercią w niejasnych okolicznościach w roku 1033 w Ghaznie jego brata. Sprzymierzył on się z Alitiginem, a po jego śmierci w 1034 roku zaprosił do siebie służących dotychczas u tego ostatniego Seldżuków, będących odłamem Turkmenów. W czerwcu/lipcu tego samego roku Harun otwarcie zerwał z Masudem, każąc czytać chutbę we własnym imieniu. Wezyr Ahmad Ibn Abd as-Samad zorganizował jednak zamach na Haruna i ten zmarł w wyniku odniesionych ran 18 kwietnia 1035 roku. Wkrótce władzę po nim przejął jego równie wrogi Ghaznawidom brat, Isma'il Chandan, w międzyczasie Seldżucy zostali jednak przepędzeni z Chorezmu przez władcę Oguz Jagbu, innego odłamu Turkmenów, Szah Malika. Wkroczyli oni teraz do Chorasanu w sile ok. 10 tysięcy ludzi. Początkowo Seldżucy wystosowali do gubernatora Chorasanu wiernopoddańczy list, prosząc o zezwolenie na osiedlenie się w granicach sułtanatu. Wysłana przeciwko nim zbrojna ekspedycja pod wodzą hadżiba Begtogdy'ego została jednak przez nich pokonana.
W ciągu kilku następnych lat ghaznawidzkie armie, obciążone taborami i ciężej od Seldżuków wyposażone okazały się niezdolne do pokonania ich lekkiej kawalerii. Także próby ich pacyfikacji za pomocą środków dyplomatycznych, takich jak ofiarowanie ghaznawidzkich tytułów honorowych czy proponowanie małżeństw z córkami ghaznawidzkich prominentów ich wodzom okazały się nieskuteczne. Chorasan został spustoszony przez Turkmenów i nie mogące się doczekać sułtańskiej ochrony miasta regionu poddawały się Seldżukom - Merw w roku 1037, a Herat i Niszapur w roku 1038. W tym samym roku Seldżucy pokonali na drodze do Sarachsu armię ghaznawidzkich dowódców Begtogdy'ego i Sübaszy'ego. Tym zwycięstwom sprzyjało zaangażowanie Masuda w roku 1038/1039 w Indiach. W roku 1039 Masud pokonał Seldżuków pod Sarachsem, ale zwycięstwo nie było rozstrzygające i jego zmęczona i mająca kłopoty z zaopatrzeniem armia po zawarciu rozejmu wycofała się do Heratu. Kampania przeciwko Seldżukom w roku 1040 zakończyła się w maju katastrofalną klęską Masuda pod Dandankanem na drodze do Merwu, co było spowodowane załamaniem się jego wygłodzonej i pozbawionej dostatecznej ilości wody pitnej armii.
Po klęsce pod Dandankanem prestiż i militarna reputacja Masuda uległy zachwianiu, a jego "nerwy kompletnie zawiodły". Uważając, że także dzisiejszy wschodni Afganistan wraz z Ghazną muszą wpaść w ręce Seldżuków, mimo sprzeciwu wezyra Ahmada Ibn as-Samada i wielu innych dworzan podjął on decyzję o ewakuacji do Indii. Wcześniej jednak wysłał swojego syna Maududa wraz z wezyrem i częścią wojsk w kierunku Balchu. Po Dandankanie Masud pod naciskiem niechętnego mu otoczenia wypuścił swojego brata Muhammada wraz z rodziną i teraz wraz z nim opuścił Ghaznę aby wycofać się do Indii. Decyzja opuszczenia Ghazny była bardzo niepopularna i podczas przekraczania Indusu w grudniu 1040 lub styczniu 1041 roku wśród armii wybuchł bunt. Spiskowcy zmusili Muhammada do objęcia tronu po raz drugi, a Masud wkrótce potem został zabity.